# Schistomitrium robustum
Schistomitrium robustum är en bladmossart som beskrevs av Frans François Dozy och Molkenboer 1855. Schistomitrium robustum ingår i släktet Schistomitrium och familjen Dicranaceae. Inga underarter finns listade i Catalogue of Life.